# シャングリラ・フロンティア〜クソゲーハンター、神ゲーに挑まんとす〜
『シャングリラ・フロンティア〜クソゲーハンター、神ゲーに挑まんとす〜』（シャングリラ・フロンティア クソゲーハンター、かみゲーにいどまんとす）は、硬梨菜による日本のオンライン小説。略称は「シャンフロ」。小説投稿サイト「小説家になろう」にて2017年5月19日より連載中。
書籍化を経ずにコミカライズ化されるというメディアミックス展開が行われており、アニメ化も決定した。不二涼介によるコミカライズ版が『週刊少年マガジン』（講談社）にて2020年第33号より連載中。
ディスプレイを使用するゲームがレトロゲームに分類され、フルダイブ型VRゲームが一般的になった近未来を舞台に主人公が『シャングリラ・フロンティア』をプレイしていく模様を描く。

## 解説
未書籍化ながら原作小説はライトノベルであることが周知されている少し珍しい作品である。
コミカライズ版第1話を掲載した『週刊少年マガジン』2020年第33号は史上初の読者アンケート4冠を達成し、また『マガジン』の実売が1.5％増加、10代〜20代の新規読者が30％増加、また連載13話目である2020年第46号において『マガジン』表紙、及び巻頭カラーに抜擢された。2025年7月時点で、世界での累計部数が1300万部を突破している。
「全国書店員が選んだおすすめコミック2021」では11位を受賞。2021年6月には「第5回みんなが選ぶTSUTAYAコミック大賞」にて4位受賞。2021年8月、「次にくるマンガ大賞2021 コミックス部門」にて5位受賞。同年4月、第46回「講談社漫画賞」少年部門の最終候補に選出。
2021年3月には本作の漫画が『転生したらスライムだった件』とコラボし、描きおろしイラストが公開された。
2022年7月にテレビアニメ化とゲーム化が発表された。テレビアニメは第1期が2023年10月から2024年3月まで、第2期
が同年10月から2025年3月まで放送された。
2023年5月、第47回「講談社漫画賞」少年部門を受賞。

## あらすじ
フルダイブ型VRゲームが主流となった近未来。向上した映像技術にシステム面が追い付いていない、いわゆる「クソゲー」と呼ばれるゲームが数多くリリースされていた。そんな通常ならば忌み嫌われるクソゲーをこよなく愛するクソゲーハンター・陽務楽郎は、特大のクソゲー『フェアリア・クロニクル・オンライン』、通称「フェアクソ」をクリアし、一種の燃え尽き症候群になっていた。そんな中、行きつけのゲームショップ「ROCKROLL」の店主に勧められるがまま、クソゲーの対極に位置し「神ゲー」と評されている、登録者数3000万人のフルダイブVRゲーム『シャングリラ・フロンティア』（シャンフロ）を購入。プレイヤーキャラクター・サンラクとしてシャンフロの世界に足を踏み入れる。

## 登場人物
本名が確認されている場合は右側に記載している。声の項はテレビアニメ版の声優。

### シャングリラ・フロンティアのプレイヤー

#### 【旅狼（ヴォルフガング）】
ユニークモンスターである墓守のウェザエモンを倒したことでゲーム内にそのキャラクター名が告知されてしまい注目を浴びることになったサンラク、アーサー・ペンシルゴン、オイカッツォの3人（外道三人衆）が、シャンフロにおける有力クランとの交渉を行うために結成された新興クラン。3人がじゃんけんを行い、負けたペンシルゴンがリーダーを押し付けられた。以降の追加メンバーは、メンバーの人脈を通じて加わっている。基本的にソロプレイヤーの集合体でクランとしての組織的行動はほとんど行わず、必要に応じて情報交換を行う程度の関係である。
サンラク / 陽務 楽郎（ひづとめ らくろう）
声 - 内田雄馬
本作の主人公。数年間クソゲー以外のゲームをプレイしないほどの重度のクソゲーマニアである男子高校生。クソゲーを保管するための棚を持っており、仕切りをつけて自分の中でクソゲーをランク付けしながら、それぞれの列に保管している。
その時々のテンションでパフォーマンスが上下するテンションモンスターで、テンションが高いと人並みはずれた集中力に反応速度、数々のクソゲーで培った理不尽耐性と磨き抜かれたプレイヤースキルを発揮して人力TASじみた驚異的なパフォーマンスを実現する。多様なジャンルのクソゲーをプレイした経験から大抵のことには寛容な精神を示し、周囲から時折「外道」と呼ばれるほど冷徹な思考をすることも多い。一方でゲーマーとして一定の良識も持ち合わせており、高難易度なステージでも正攻法での攻略を好んでいる。ちなみに「防具よりも良い武器を優先させるスタイル」と当人は自負している。
プレイするゲームのキャラ名は「サンラク」で統一している（本名から「陽楽」の2文字を抜粋し、陽を太陽のSUNに置き換え）。
ゲーム序盤で夜襲のリュカオーンと遭遇し、善戦したことで「リュカオーンの呪い」が付与されるフラグを達成。これによりユニークシナリオ「兎の国からの招待」を発生させ、ゲーム中初めてヴォーパルバニーの国「ラビッツ」に正式に招かれる。その後は他のプレイヤーがほとんど出入りできないラビッツを拠点とし、ゲーム内各地を神出鬼没で様々な偉業を成し遂げる謎の人物として有名人となり、他のプレイヤーからは「ツチノコ」という通称でUMA扱いされている。
年齢:17｜身長:176cm｜体重:62kg｜誕生日:11月21日

サイガ-0（サイガゼロ） / 斎賀 玲（さいが れい）
声 - 和氣あず未
本作のヒロイン。楽郎の高校での同級生で、地元で旧家として知られる斎賀家の三女。
言葉遣いも礼儀作法も正しい完璧超人で、校内でも有名な美少女。剣術の大家である龍宮院家と親戚であるという武に深い縁を持つ家系で、三姉妹いずれも護身術として高いレベルで武術を習得している。
女性だが、ゲーム内では大柄で筋肉質な男性アバターを用いる。シャンフロで最高瞬間火力を出したプレイヤーに贈られる称号【最大火力】保持者。全身鎧に大剣を装備した重武装のアバターを使う。元は実姉であるサイガ-100の誘いで加わった黒狼の有力メンバーだったが、サンラクのいる旅狼への移籍を宣言し、両クランの代表メンバーによる対人戦に勝利した旅狼への移籍が認められる。
中学生時代から楽郎に思いを寄せており、楽郎と共通の話題を持つべく彼の行きつけのゲーム店「ROCKROLL」で様々なクソゲーを購入するが、あまりの難易度に阻まれクリアできずにいたため、それを見かねた店主の岩巻真奈が仲を取り持とうと楽郎にシャンフロを薦めた経緯がある。しかし、楽郎のプレイスタイルがあまりにも常道を外れていてなかなか会えない上に、リアルでもゲーム内でも楽郎に積極的に喋りかけることができない奥手な性格のため、作品ヒロインでありながら彼との関係進展は非常に遅々としたものになっている。
年齢:17｜身長:161cm｜体重:56kg｜誕生日:4月4日

アーサー・ペンシルゴン / 天音 永遠（あまね とわ）
声 - 日笠陽子
プレイヤーキラーのクラン「阿修羅会」の副オーナーを務め、廃人狩り（ジャイアント・キリング）の異名で知られるPK。リアルでは日本一有名なカリスマ女性モデルであり、自他ともに絶賛する華麗な容姿の持ち主。
アバターはトレースを用いない全て手作業のフルスクラッチにもかかわらず、現実の自分に限りなく似せた代物（ほんの少し弄って理想に近づけている）をあえて作っている。これはゲーム内で容姿を指摘されても、外面とかけ離れた悪党プレイをリアルの自分と結びつける人はいないためバレないという絶対の自信の下、本人自ら天音永遠に似せて作ったアバターだと言い訳して楽しむため行っている。
年齢:24｜身長:165cm｜体重:不明｜誕生日:6月13日

オイカッツォ / 魚臣 慧（うおみ けい）
声 - 小市眞琴
アバターの外見はあざといくらいの女性キャラだがリアルでのプレイヤーは男性。その正体はマルチプロゲーミングチーム「電脳大隊（サイバー・バ　タリオン）」の格闘ゲーム部門、通称「爆薬分隊（ニトロ・スクワッド）」に所属する不動のエース「Kei」であり、日本人格闘ゲーマーでは文句なく頂点の実力を持つ。
『ベルセルク・オンライン・パッション』のプレイをきっかけにサンラクと知り合い、クソゲー沼に引きずりこまれた。サンラク、ペンシルゴンとは外道三人衆の一人として互いに煽りあい足を引っ張りあう間柄だが、とても相性が良いのか出会って数年間にもおよぶその友人関係は途切れる気配がない。
作成したアバターは当人的には結構な時間と熱意をかけた物だが、実はその容姿はほとんどリアルのままで性別を男性から女性へ変更した程度の差しかない。ただし作成した当人は無意識での行為であり、ほとんど変わっていないというその事実に気づいていない。
年齢:19｜身長:165cm｜体重:52kg｜誕生日:8月29日

ルスト / 佐備 夏蓮（さび かれん）
声 - 高橋李依
あまり感情を表に出さないタイプだが、ロボットの事になると豹変する位のロボ好き。ネフィリムホロウのトッププレイヤーであり、その余りの強さからネフィリムホロウの続編が発表された際には、公式のテスターとして抜擢された。
長らく作中でリアルの姿が描写されたこと無かったが、短編および設定集の中で本名と詳細な設定が明かされた。
16歳の女子高生。モルドとは幼馴染の関係。外見は背が低い女子高生。

モルド / 鹿尾野 葉（かびや よう）
声 - 石川界人
長らく作中でリアルの姿が描写されたこと無かったが、短編および設定集の中で本名と詳細な設定が明かされた。 ルストと同じく16歳の高校生で幼馴染。簡単なオヤジギャグでも爆笑してしまう欠点があり、ツボに入ると一日中使えないこともざら。

秋津 茜（あきつ あかね） / 隠岐 紅音（おき あかね）
声 - 寺崎裕香
顔を隠すため狐の面をつけている女性プレイヤー。生粋の光属性であり行動動機一つ一つが眩しい。ベルセルク・オンライン・パッションにて、ドラゴンフライとしてサンラクと知り合う。強運の持ち主でもあり、 天覇のジークヴルムと遭遇してこれに挑みサンラクと同じく呪い付与のフラグを達成。ノーヒントでユニークシナリオ「兎の国からの招待」を発生させ、ラビッツへ正式に招かれた二人目のプレイヤーとなる。
年齢:15｜身長:156cm｜体重:49kg｜誕生日:3月25日

京極（キョウ・アルティメット） / 龍宮院 京極（りゅうぐういん きょうごく）
元阿修羅会のPKキャラクター。強者との対人戦を好むバトルジャンキーであり、阿修羅会時代は黒狼の襲撃を何度も主張するも却下されていた。新大陸に渡ってレベル100の制限を解除した上で、改宗システムで獣人となった。そのため頭に狐耳が付いている。旅狼と黒狼が対立していると聞きつけて旧大陸へと戻り、黒狼と戦うために阿修羅会時代の知り合いであるペンシルゴンに頼んで旅狼へと加入する。
リアルでは関西の名門である龍宮院家の長女であり、斎賀姉妹とは従姉妹。

#### 【黒狼（ヴォルフシュバルツ）/黒剣】
ユニークモンスター・夜襲のリュカオーン討伐を最終目標とするクランなのだが、ゲーム内でもトップクラスのプレイヤーが集まったにもかかわらずリュカオーン討伐はできず、新規プレイヤーが過半数である旅狼にユニークモンスター初討伐を許してしまう。
クランの規模が大きいことだけを理由に集まったメンバーが増えてきたため、当初の目的であるリュカオーン討伐にこだわる古参メンバーと、トップクランであることにこだわる新規メンバーの間で派閥が生じてきている。
サイガ‐100（サイガハンドレッド） / 斎賀 百（さいが もも）
声 - 花守ゆみり
玲の姉でシャンフロの廃人プレイヤー。休日は1日中シャンフロにログインしている。「黒狼」（ヴォルフシュバルツ）のリーダー。
名前の読みはサイガハンドレッドだが、作者曰く「サイガひゃくと呼ばれた場合も反応する」とのこと。
年齢:24｜身長:179cm｜体重:56kg｜誕生日:2月14日

リベリオス
『黒狼』で副リーダーを務めている男性プレイヤー。黒狼が一番であることに拘る。なお、微妙に名前を間違えられやすい（例:リベリウス）。

マッシブダイナマイト
STR至上主義者の重戦士。筋骨隆々な男性のアバターをしているがプレイヤーは60代女性であり、見た目と声のギャップが激しい。筋肉による物理攻撃にこだわる求道的なプレイスタイルはシャンフロ内でも有名であり、ファンも多い。

#### 【阿修羅会】
元々は強者である有力プレイヤーとの対人戦によるプレイヤーキル（PK）行為の「過程」を楽しむクランだったが、運営側によるPK行為へのペナルティ強化と有力メンバーが去ったことにより、物語開始時点ではPK行為へのペナルティを恐れて今更抜けられなくなってしまったメンバーがほとんどとなってしまっている。
オルスロット
声 - 山下誠一郎
アーサー・ペンシルゴンの実弟。「阿修羅会」のリーダーだったが、副オーナーで実姉でもあるペンシルゴンに裏切られ、阿修羅会そのものが壊滅してしまった。

ケッチャム、ラス、ブランチ、レミー
声 - 中島卓也（ケッチャム）、漆山ゆうき（ラス）、髙坂篤志（ブランチ）、汐谷文康（レミー）
サンラクの持つユニークシナリオ情報に興味を持ったオルスロットが差し向けた阿修羅会メンバー。4人がかりで低レベルキャラクターであるサンラクを襲うも、サンラクを護るべく現れたサイガ-0によって蹴散らされてしまう。

#### 【聖盾輝士団】（聖女ちゃん親衛隊）
ジョゼット
『聖女ちゃん親衛隊』のクランリーダーにして、『聖盾輝士団』の騎士団長。
シャンフロ内で、最高の攻撃力を誇り『最大火力』の称号を持つサイガ-0と双璧を成す、最高の防御力を誇る『最大防御（ディフェンスホルダー）』の称号を持つ女性。
重度の美少女好きだがロールプレイが上手く、内心を伺わせない役への徹しぶりをみせる。

#### 【ライブラリ】
シャンフロの世界設定の考察を主目的とするクラン。
キョージュ / 燐堂 報ノ介
声 - 中田譲治
クラン【ライブラリ】の団長。可憐な美少女の姿をしているがリアルプレイヤーは60代男性のため声と外見のギャップが激しい。プレイヤーのアバターはリアルで妻であるマッシブダイナマイトが作成したレシピ通りであり、漫画単行本8巻描き下ろし番外編『何故、教授は電脳世界において魔法少女となったのか(十文字以上、二十文字以下で答えよ)』においてその経緯が描かれている。
年齢:64｜身長:168cm｜体重:56kg｜誕生日:6月5日

#### 【SF-Zoo】
動物好きが集うモンスター撮影クラン。魔法でモンスターを拘束・弱体化する術士系プレイヤーと、敵の攻撃から術士をガードする壁役プレイヤーの能力はシャンフロ内でもトップクラスであり、黒狼ですら掴めていなかった夜襲のリュカオーンの出現位置予測に成功するなど、その実力は侮れないものがある。
Animalia（アニマリア） / 厳島 真里亜（いつくしま まりあ）
声 - 千本木彩花
22歳の女性。短編および設定集の中で本名と詳細な設定が明かされた。動物好きであるにもかかわらずリアルでは重度動物アレルギーのため触る事ができないため、現実同様の質感を再現したシャンフロをプレイ。動物系のモンスターを呪術による弱体化付与で殺さずに行動不能することに長ける。現実で動物に触れあえない反動で、シャンフロ内における動物への執着は周囲がドン引きするほど常軌を逸しており、本人の主観で可愛がっているつもりの行為が客観的には動物虐待となっている。
年齢:22｜身長:162cm｜体重:49kg｜誕生日:11月1日　　

#### 【その他】
レイジ
声 - 永塚拓馬
親切な性格でリアル知り合いである女性ビギナー（ミーア）へのレクチャー中に、貪食の大蛇から毒糞を食らって爆走中のサンラクと遭遇し、セカンディルの宿の場所を教えてくれたプレイヤー。現実での名字は山本。ミーアには現実で片思いしており彼女と一緒にゲームをすることで仲良くなろうと思っている。web小説版やコミック版ではそれ以降ほとんど登場しないが、アニメ版ではセカンディルやサードレマにいるモブキャラクターとしてたびたび登場している。

ミーア
声 - 白砂沙帆
テイマーを目指すビギナー。レイジの現実の知り合いで彼の片思いの相手。性格は慎ましいがネットのマナーを理解しておらずレイジを本名で呼んだこともある。アニメ版ではサイガ-0を見かけるたびに矢を射かけようとしてレイジに止められている。

アリノイユ
声 - 田澤茉純
友人（コミック版では名無しだがアニメ版ではアリトモ）と共にセカンディルにいた初心者プレイヤー。喋るウサギ（エムル）を連れたサンラクのスクリーンショット画像を悪意無しでシャンフロの攻略情報掲示板に投稿した。それが未確認のユニークシナリオ情報だったため猛烈な勢いで反応が付いた上に、相手の許可を取らずに撮影するのは盗撮でマナー違反だと指摘されたため恐ろしくなって投稿を削除したものの、既にサンラクの情報は拡散しきった後だった。

ソーマ、カツホ、リーナ
声 - 井上雄貴（ソーマ）、久遠エリサ（カツホ）、佐伯伊織（リーナ）
「千紫万紅の樹海窟」のエリアボスであるクラウンスパイダーに挑戦したが返り討ちになったプレイヤー。彼らの敗戦は観戦していたサンラクに、攻略のための情報を与えることになった。

### その他のゲームのプレイヤー

#### ベルセルク・オンライン・パッション（通称：便秘）
モドルカッツォ
声 - 小市眞琴
このゲームでサンラクに圧倒されクソゲーにハマったクソゲーフレンド。またユナイト・ラウンズの一件でアーサー・ペンシルゴンとも繋がりがある。サンラクに影響されてシャンフロの購入を決意する。
シャンフロ内では「オイカッツォ」としてログインする。

ドラゴンフライ
声 - 寺崎裕香
ベルセルク・オンライン・パッションの駆け出しプレイヤー。過疎ゲーである便秘において初心者は珍しい事この上ないので、サンラク含む便秘プレイヤーからは厚遇された。完全な偶然から新バグ技を発見する運をもっている。シャンフロでは秋津茜として再登場した。

#### Nephilim Hollow
ルスト
Nephilim Hollow（ネフホロ）不動の1位ランカー。久しぶりに復帰したサンラクと、シャンフロのユニークモンスター『深淵のクターニッド』の情報と引き換えに再戦を行う。

モルド
ルストの相棒。ネフホロでは対戦中のルストをナビゲーションすることで彼女の戦績に貢献している。リアルでも幼なじみであるルストにはゲームの中でも外でも振り回されている。

スーパー玉男（スーパーボールマン）
声 - 笠間淳
ネフホロのランキング2位のプレイヤー。web小説版では大勢いるプレイヤーの一人といった扱いだったが、漫画版では名前の無い複数のプレイヤーのセリフが彼に集約された結果ネフホロ編におけるサンラクの相棒兼アドバイザー的なポジションとなっている。
漫画本編71話で初登場した際に名乗ったセリフでは玉男に「たまお」とルビが振られているのだが、漫画単行本10巻特装版に収録された番外編小説『近未来の沙汰も金次第』において別ゲームでサンラクと再会した際には「本人は『ボールマン』と呼べ」と主張しているが周囲からは『たまお』としか呼ばれない」という説明があり、作中でも「たまお」と呼ばれる度に「ボールマンだ!」といちいち訂正するくだりがある。

#### 現実世界の人々

##### 陽務家
陽務 瑠美（ひづとめ るみ）
声 - 結川あさき
楽郎の妹。ファッションガチ勢。
両親に頼み込んで自室を2つ所有しており、そのうち1つは衣装部屋として使用している。
次々と服を買い漁るため小遣いでは足りずアルバイト漬けの毎日を過ごしている。

陽務 永華（ひづとめ えいか）
声 - 佐藤聡美
楽郎の母。その道の専門家に名を知られるほどの虫マニアで、最近は南米の蝶を育てるために家の一室を南米の気候にカスタムした。

陽務 仙次（ひづとめ せんじ）
声 - 利根健太朗
楽郎の父。釣り好き。
釣りが好きすぎて、酔った勢いで船を購入しかけたこともある。

##### 斎賀家・龍宮院家
斎賀 仙
百と玲の実姉。妹たちのことを大真面目に愚妹という。時々下世話なところがある。

龍宮院 富岳
京極の祖父で生前は最強の剣士。独特なネーミングセンスを持ち合わせている。

##### ユートピア社
継久理創世(つくり つくよ)
声 - 小清水亜美
ユートピア社の創設者であり、「シャングリラ・フロンティア」のワールドクリエイティブ・アドミニストレーター。その高い地位に反して風呂にも入らずジャージ姿で本社地下の「原典閲覧室」に籠っている。ゲームバランスを取るという名目で自分の作った美しい世界設定を台無しにした律とは犬猿の仲。
天地律（あまち りつ）
声 - 名塚佳織
「シャングリラ・フロンティア」エグゼクティブ・プロデューサー。創世が生み出した世界設定をゲームとして成立させるためバランス取りをしているが、結果的に敵の大幅な弱体化に繋がることが多いため、墓守のウェザエモンが撃破された際には「設定通りなら負けるはずがなかった」と激怒した創世と幼稚園児のような取っ組み合いの喧嘩を繰り広げた。過去には「フェアリア・クロニクル・オンライン」の開発にも関わっていたが、自分一人ではどうにもできなかった諸事情により結果的に超絶クソゲーを世に出してしまっている。
木兎夜枝境（つくよぎ さかい）
声 - 野島健児
ユートピア社の宣伝部長。シャンフロを生み出した創世と律とは古い付き合いであり社内で唯一仲裁できる人物であるが、他の2人と異なり常識人ゆえにストレスによる胃痛に悩まされている。なお、楽郎と玲が常連であるゲーム販売店「ロックロール」店主の岩巻真奈は大恋愛結婚を経た妻であり本名は岩巻境だが、ビジネスネームとして旧姓を名乗っている。

##### グローバル・ゲーム・コンペティション関係者（プロゲーマー、運営側など）
魚臣慧 / Kei（ケイ）
声 - 小市眞琴
シャンフロにおけるオイカッツォのプレイヤーで、日本トップレベルのプロ格闘ゲーマー。電脳大隊（サイバーバタリオン）の格闘ゲーム部門「爆薬分隊」（ニトロスクワッド）に所属する。
全米トップの格闘ゲーマーであるシルヴィアに対し、初対戦から3年間勝てなかった無念を晴らすべく、グローバル・ゲーム・コンペティションで開催される4人勝ち抜きスペシャルエキシビションマッチに挑戦。しかし、チームメンバーが2人しか揃わなかったため、使用タイトルである『ギャラクシア・ヒーローズ:カオス』がシャンフロのゲームエンジンを流用している点に着目し、オンライン仲間ながらリアルでは初対面となる楽郎（サンラク）と永遠（ペンシルゴン）を助っ人として招集した。
しかし、電脳大隊スポンサーの意向により、慧自身はイベント開催時間が重なる別ゲーム『ルインズ・ウォー・ハウンズ6』の世界大会決勝戦に匿名で出場せざるを得なくなり、そちらの試合が終わるまでの時間を他の3人が稼ぐ必要が生じる。試合開始時点で会場入りしていない理由は「トイレで戦争中」と誤魔化されている。
恵やシルヴィアをはじめ、多くの女性から好意を寄せられていることが第三者からも明らかであるにもかかわらず、本人はまったく自覚していない。そのため、楽郎と永遠からは「鈍感主人公でフラグに気付いていないパターン」と評されている。

夏目 恵（なつめ めぐみ） / Nu2meg（ナツメグ）
声 - 内山夕実
「爆薬分隊」（ニトロスクワッド）に所属するプロゲーマー。魚臣慧に好意を抱く。後に慧に誘われてシャンフロを始めた際のキャラクター名は「ペッパー・カルダモン」

ノーフェイス
声 - 内田雄馬
爆薬分隊の代役として慧に招集された楽郎が、永遠の用意した衣装を着てコスプレした匿名ゲーマー。FPSゲーム『レクイエム・フォー・アーミー』に登場する傭兵「ジャック」が元ネタで、ジャック・オー・ランタンを模したカボチャ型のフルフェイスマスクを着用し、ボイスチェンジャーも仕込まれている。
チームメンバーとの初対面時には、受け狙いでガスマスク姿で登場。その後も素顔を明かすタイミングを逸し、最後までそのまま通したため、ついに素顔を見せることはなかった。
プロゲーマーとして無名の新人でありながら、シルヴィアの持ちキャラ「ミーティアス」の原作におけるライバルヴィラン「カースドプリズン」を使いこなし、互角の戦いを繰り広げ、その一戦のみで「リアル・カースドプリズン」と称えられることになった。
ノーネーム
声 - 日笠陽子
楽郎とともに爆薬分隊の代役として招集された永遠が、カリスマモデルである自身の身元を隠すためにコスプレした匿名ゲーマー。ゲーム『サイレント・グレイス』に登場する女騎士「名無し（ネームレス）」が元ネタで、顔の上部と髪を衣装で隠しつつも、口元は露出している。
仕様の穴を突いた極悪非道なプレイで、会場の観客全員を敵に回すほどの悪役ぶりを披露した。

シルヴィア・ゴールドバーグ
声 - 髙橋ミナミ
格ゲー全米一であり無敗を誇る世界一のプロゲーマー。彼女のために結成されたチーム「StarRain（スターレイン）」のリーダーにして紅一点。アメリカンコミックを題材とした格闘ゲーム「ギャラクシア・ヒーローズ」シリーズを愛しており、持ちキャラである登場ヒーローの一人「ミーティアス」を使用した際には勝ちか引き分けのみで不敗という恐るべき結果を出しているため、リアル・ミーティアスと称えられる。魚臣慧が好き。

ルーカス・ガルシア、アレックス・テイラー、ジョンソン・ショーン・アンダーウッド
声 - 濱野大輝（ルーカス）、深川和征（アレックス）、森田了介（ジョンソン）
「スターレイン」のチームメンバーたち。全員マッチョな男性である。

笹原エイト
声 - 小坂井祐莉絵
絶賛売り出し中のゲームプレイアイドル。爆薬分隊vs.スターレインのスペシャルエキシビションマッチの実況を担当。アドリブ能力は高くないため、試合中のハプニングには動揺しがち。

浅間絢斗
声 - 江越彬紀
プロゲーミングチーム「若野牛（コルトバイソン）」のメンバー。格闘ゲームは専門外だが、スペシャルエキシビションマッチの解説者として、冷静かつ的確な状況分析を行う。

##### その他（現実世界の人々）
雑菌福耳ピアス（雑ピ）
本名不明。楽郎のクラスメイトで、高校進学時にピアス穴を空けたものの感染症を起こし、耳が腫れ上がって福耳のようになったことがあだ名の由来。SNSでポエム用のアカウントを持っており、投稿が芸能人に話題にされたこともある。
楽郎が学校のマドンナである斎賀玲と一緒に登校したり会話している場面を目撃すると、大勢の男子生徒を引き連れて現れ、その関係を取り調べようとする。しかし、楽郎が彼のポエムを朗読すると話がそれてしまい、結果としてうやむやになってしまう。

### ラビッツ関係者
エムル
声 - 日高里菜
サンラクが発見したユニークシナリオ「兎の国からの招待」でサンラクを兎の国「ラビッツ」に導くために派遣された二足歩行する兎のNPC。語尾は「ですわ」。サンラクの相棒として彼の冒険に同行する。
年齢:人間換算で15歳｜身長:0.4m｜体重:6kg｜誕生日:冬の頃

ヴァイスアッシュ
声 - 大塚明夫
サンラクが発見したユニークシナリオ「兎の国からの招待」で登場した二足歩行する兎のNPC。兎の国「ラビッツ」の頭として君臨する。自身が認めた者は自身のことをヴァッシュと呼ばせる。
身長は変更前のサンラクと同じ程度。

エードワード
長男。インテリヤクザの気配を纏っており落ち着いた丁寧語で話すが素は江戸っ子気質。

ビィラック
声 - 富田美憂
長女。戦闘ではハンマーをその場で敵に合わせて鍛えながら振り回す鍛冶師。　
サンラクが使う武器のほとんどは彼女が制作したもの。

シークルゥ
声 - 花江夏樹
次男。胴丸と兜を装備している。秋津茜が発見したユニークシナリオ「兎の国からの招待」で秋津茜を兎の国「ラビッツ」に導くために派遣された二足歩行する兎のNPC。自由を愛し我が道を行こうとする性格だが、無謀な突撃を繰り返す秋津茜に振り回される場面が多い。　

エフュール
三女。兎御殿内に存在するアクセサリーショップの店主。京都の訛を持つ。

エルク
声 - 安野希世乃
三つ子の一番上、エムルの姉であり間延びした口調で兎御殿内の特技剪定所を営んでいる。

エヌハ
三つ子の一番下。

ピーツ
声 - 松田颯水
サードレマで不定期に出現して人間の姿に化けて新大陸種族の名産品を売っている二足歩行する兎のNPC。 商才がないため絶妙に変なものを仕入れ高額で売っている。兎御殿内でもショップを営んでおり、サンラクが定期的にポーションを箱単位で購入している。

### その他のNPC
遠き日のセツナ
声 - 瀬戸麻沙美
墓守のウェザエモンの秘密を知るユニークNPC。ウェザエモンと戦うためのユニークシナリオEX「此岸より彼岸へ愛を込めて」を依頼してくる。
生前のウェザエモンの妻であるセツナと同じ姿・同じ思考をしているが本人ではなく、妄執に囚われたウェザエモンを遺して旅立つセツナの想いが生み出した写本（コピー）であり、サンラクたちがウェザエモンを倒したことで別れを告げて消滅。長い間交流があったペンシルゴンは彼女のことを「セッちゃん」と呼び、自分にとっては彼女こそが「写本」ではなく「原典」だったと語り、彼女が最後に遺した「『世界の真実』を捜したいのであれば『バハムート』を捜しなさい」という言葉は、大目標だったウェザエモンを倒せば引退も考えていたペンシルゴンにシャンフロを続けさせることになる。
アラミース
声 - 峯田大夢
ラビッツと友好関係にある猫妖精（ケット・シー）の国「キャッツェリア」の長靴銃士団副団長で「剣聖」「吹き荒ぶ旋風（ワイルドウィンド）」の称号を持つ剣士。猫妖精は二律歩行する猫のような姿をした種族だが、一般プレイヤーでも一時的入国ができるラビッツとは異なり、サンラクが対面する以前は国どころか種族の存在自体が知られていなかった。
ことあるごとにビィラックに熱烈な愛情表現を示しているのだが毎回暴力で拒絶されており、サンラクからは「夫婦漫才」と評された。サンラクが入手した水晶群蠍の宝石素材を加工できる宝石匠(ジュエラー)がラビッツには存在しないため、キャッツェリアの宝石匠であるダルニャータに依頼するために呼び出された。その後はウェザエモンを討伐したサンラクに協力するという国の意向からエムル、ビィラックと共に「去栄の残骸遺道」探索に同行する。
スチューデ
声 - 金田アキ
赤鯨海賊団の首領。「大海賊スチューデ」を名乗るが、実際のところは先代の首領だった父親が幽霊船「クライング・インスマン号」と戦った後に一人で幽霊船に乗り込むことで部下と船を逃がして行方不明になったため、先代に忠実だった部下たちが盛り立てているだけの無力な少年（サンラクいわく「クソガキ」）である。父親の敵を討つために開拓者（プレイヤー）に幽霊船退治を依頼することで、深淵のクターニッドへと繋がると目されるユニークシナリオ「深淵の使徒を穿て」の鍵となるNPC。
サンラクたちは当初シナリオの勝利条件は幽霊船の撃破だと思い込んでいたが実際は彼を護って戦う護衛型ミッションだったため、無謀にも父同様に幽霊船に乗り込んだスチューデと共に参加プレイヤー全員がクターニッドが支配する海底都市「深淵冥都ルルイアス」へと引き込まれ、ユニークシナリオEX「人よ深淵（ソラ）を見上げ、世界は反転（マワ）る」へと強制的に参加することになる。
アラバ
声 - 櫻井トオル
ルルイアスでサンラクが遭遇した魚人族（マーマーン）のNPC。かつて祖父がクターニッドと戦い生還したという因縁持ちだが、武器である剣を敵に奪われてしまったため本来の戦闘力が発揮できなくなっている。定期的にログアウトで不在となるプレイヤーたちに代わって、エムル、シークルゥ、スチューデといった他のNPCを保護する。

## モンスター

### ユニークモンスター
ゲーム内に七体しか存在しないモンスター。NPCには七つの最強種と呼ばれる存在であり高い知性をもつ存在として別格の扱いをされる。
ゲーム『シャングリラ・フロンティア』では重要な役割を持っている。
夜襲のリュカオーン
サンラクが初めて出会ったユニークモンスター。狼型のモンスターで『分身』を作り出すことができる。サンラクが最初に出会ったリュカオーンも分身に過ぎず、本体のハッキリとした姿も判明していない。本体のいるエリアは「北」ということしか判明していない。一定の行動ルーチンに従って戦闘エリアを徘徊しており、全てのエリアで遭遇する可能性がある。ユニークシナリオEXの名前は「夜闇を祓うは勇気の灯火」。

不滅のヴァイスアッシュ
声 - 大塚明夫
サンラクが二番目に出会ったユニークモンスター。二足歩行する兎型のモンスター。アルファベットを名前のモチーフに取り入れた26人の子どもがいる。鍛冶を扱うジョブの最上位職である『神匠』に就いておりストーリーを進めることでプレイヤーの装備を鍛える姿が見られる。ユニークシナリオEXの名前は「致命兎叙事詩」（）。

墓守のウェザエモン / ウェザエモン・アマツキ
声 - 速水奨
サンラクが三番目に出会ったユニークモンスター。元は神代と呼ばれる時代に生きていた人間であり、事故で失った恋人の墓を守り続け墓守になった。鎧武者に近い外見のロボットだが、中には状態の維持を施された肉体があり状態を維持する機能を放棄して戦う第三形態ではアンデットモンスターに変化する。戦闘するとき、ウェザエモンと戦っているプレイヤーは一時的にLvが上限50までになる。古武術にスキルを組み合わせて改造した『晴天流』の継承者であり刀と素手を武器に戦う。ユニークモンスターの中では珍しい倒したら再戦出来ないモンスター。
ユニークシナリオEXの名前は「此岸より彼岸へ愛を込めて」。クリア報酬は確定報酬が無限インベントリの【格納鍵インベントリア】、【世界の真理書：墓守編】
の二つ、個別報酬が【晴天流奥義書】(サンラクの場合)、【規格外エーテルリアクター（破損）】(オイカッツォの場合)、【遠き祈りの花飾り】(アーサー・ペンシルゴンの場合)の三つで合計五つ。
年齢:生物学的には3000歳以上｜身長:198cm（鎧内の本体）｜体重:112kg（鎧内の本体）｜誕生日:星海歴「春」第三週

深淵のクターニッド
サンラクが四番目に出会ったユニークモンスター。黒い蛸型のモンスターで『反転』という能力を持っている。水が無いところをあるということにしたり、破壊されたところを破壊されていないということにできる。
ユニークシナリオEXの名前は「人よ深淵を見仰げ、世界は反転る」。クリア報酬は【世界の真理書：深淵編】、【聖杯】の二つ。

無尽のゴルドゥニーネ
サンラクが五番目に出会ったユニークモンスター。

天覇のジークヴルム
サンラクが六番目に出会ったユニークモンスター。黄金のドラゴン型のモンスターで『マナ粒子に干渉する』という能力を持っている。見た目は二足歩行で翼を二対、そして腕を持っている。これにより格闘技を使うことができる。常に英雄を望んでいて、エリア「気宇蒼大の天聖地」でエンカウントできた。
ユニークシナリオEXの名前は「来たれ英傑、我が宿命は幾星霜を越えて」。クリア報酬は確定報酬が【黄金の龍灰】と【世界の真理書：天覇編】の二つ、個別報酬が「霊角の残影」の一つで合計三つ。

冥響のオルケストラ
サンラクが七番目に出会ったユニークモンスター。音楽プレイヤーとして征服人形の基地に居候している。
実は旧大陸の王城の地下にある書物に名前があり存在自体は一部のプレイヤーおよびNPCに知られていた。
オルケストラは過去に戦ってきた強敵たちとの戦いの再現をランダムに繰り出してくるタイプの敵である（4連戦）。ただし4体目の敵は各々違い、サンラクの場合は自分に若干の補正が入ったいわゆる上位互換であった。
最初に攻略に成功したのはライブラリのレミィだったが攻略方法を見出した段階で既にルート分岐していた。そして直前のアップデートにより正規攻略ルートが変更されたためレミィに与えられた報酬は【世界の真理書：冥響編 偽典】であった。その後不滅のヴァイスアッシュの助太刀イベントを発生させ、征服人形との特殊イベント(自我に関する)を発生させたことによって攻略チャートを完成させたサンラクによって正規討伐された。
冥響のオルケストラは再戦可能である。
クリア報酬は【世界の真理書：冥響編】とプレイヤーのデータを参照して作られる仮面である（サンラクの場合は【冥響正典：渡り鳥】であった。）。

## 作中に登場するゲーム
本作のメインの舞台となるのはゲーム『シャングリラ・フロンティア』であるが、主人公であるサンラクこと楽郎はシャンフロ攻略に行き詰まると気分転換に別のゲーム（主にクソゲー）をプレイすることがよくあり、それが攻略の糸口となったり新たな登場人物の登場に繋がるといった展開がなされる。
また、コミカライズ特装版で書き下ろされた番外編小説は、楽郎・永遠・慧がクソゲーのマルチプレイをする話が定番となっている。
シャングリラ・フロンティア
本作の主な舞台であるVRMMORPG。通称は「シャンフロ」。制作会社は「ユートピア・エンターテイメント・ソフトウェア」 (UES) 。単なるNPCであっても自然に会話し独自の意思を持つ世界を他社のゲームとは隔絶したリアリティで実現したワールドシミュレーターであり、正式に稼働しているのが日本国内のみであるにもかかわらず3千万人の総プレイヤー数を誇る。

フェアリア・クロニクル・オンライン〜妖精姫の祈り〜
楽郎が本編冒頭にプレイしていたゲームで、VRRPG黎明期に発売された自称大作RPGのオンラインリメイク版。だが実際は「フェアクソ」と通称されるほどの大作クソゲー。ゲームのストーリーは、ヒロインであるフェアリア（声 - 潘めぐみ）が起こした問題を解決するもので、一番のヒロイン候補だった女性を無人島に流すなど問題点が見受けられ、このゲームをクリアした楽郎からも「もう二度とやらない」と評された。

ベルセルク・オンライン・パッション
VR格闘ゲーム。パッケージ版とダウンロード版が存在するがパッケージ版には異常にバグが多く、キャラクターのアバターが崩壊したり瞬間移動したりといった現象が多発。しかしそのバグをも盛り込んだ何でもありバトル「バーグトゥード」が一部のニッチな格闘ゲーマーに受け、1日のアクセスユーザーが100人未満と過疎化しつつも通常の格闘ゲームでは飽き足らない廃人たちを集めている。サンラクとカッツォが初めて出会ったゲームでもある。
通称「便秘」。通称は「ベルセルク・オンライン・パッション→ベンP→便秘」に由来する。

ユナイト・ラウンズ
VRMMORPG。滅びに瀕した王国を救うためにプレイヤー達が騎士となってモンスターと戦う協力型ゲームとして制作されたが、世界観に忠実すぎてアイテムドロップ率が桁外れに低いため、もっとも簡単なクエストである薬草集めですら12時間かかる効率の悪さから「薬草を入手するにはNPCの店を襲って奪うか、他のプレイヤーが奪った薬草を更に奪う」のが当たり前の攻略法となる殺伐とした世界となってしまった。通称「世紀末円卓」。
運営が「アイテムドロップ率は変更しない」と明言したため、プレイヤーキルによるアイテムの奪い合いを楽しむプレイヤーだけが残り、更に鉛筆戦士（ペンシルゴン）があらゆる手練手管を駆使し多くのプレイヤーを取りまとめて「鉛筆王朝」を建国し世界の支配者として君臨。あえて完全支配せずに残したプレイヤーたちの結成したレジスタンス軍との抗争を運営側による本来のシナリオを無視して繰り広げ、最後はレジスタンス軍を囮に玉座の間に侵入を果たしたサンラク&カッツォタタキ（オイカッツォ）によって鉛筆戦士が暗殺され革命は成し遂げられたが、鉛筆戦士が仕掛けた爆薬で城が崩壊して引き分けとなるフィナーレを迎えた。サンラクいわく「クソゲーが極まりすぎて神ゲー」と認めざるを得ないとのこと。

Nephilim Hollow（ネフィリム・ホロウ）
VR対戦型ロボットアクションゲーム。プレイヤーが素体となる巨大ロボットを自由にカスタマイズして戦う。サンラクがプレイしている中では数少ない神ゲーだが、人間とは異なる体型・機能を持つロボットと意識を一体化させて身体各部を思考で個別操作する必要があるため適性が無いプレイヤーではまともにプレイ出来ず、一部の熱狂的ファンはいるものの過疎ゲーと化している。

ギャラクシア・ヒーローズ：カオス
アメリカンコミックを題材としたVR格闘ゲーム『ギャラクシア・ヒーローズ』シリーズの最新作。ギャラクシアコミックに登場するヒーロー、ヴィランを操作して戦う。UESからの技術供与を受けシャンフロエンジンを採用し、過去作に比べて格段にリアルさが向上。単なる格闘ゲームの域を超えて群衆一人一人が独自のAIを持ち行動する都市の中でアメコミの登場人物となるワールドシミュレーターになっている。そのため、格闘能力に加えてヒーロー・ヴィランになりきるロールプレイング能力が勝負を左右する。

サバイバル・ガンマン
VRサバイバル・ガンシューティングゲーム。通称「鯖癌（サバガン）」。巨大怪獣が多数生息する無人島で、銃一丁を武器に生き残るのが目的。オンラインプレイでは基本的に他のプレイヤー全員が敵となるが、島ごとに分けられた別サーバーへイカダに乗って攻め込むサーバー間抗争も可能で、その場合は同一サーバーのプレイヤーは一応味方となる。
過激な残虐描写に加え、ギリシャ文字を冠する裏サーバーにおいては、自分のキャラクターがダメージを受けるとプレイヤーがリアルな痛覚を体験できるモードが密かに実装されており、サンラクを含めた自身が死亡する感覚をゲームとして楽しめる適性のあるプレイヤーが集い、それぞれのサーバーごとに独自の特色が生まれつつ殺し合いが繰り広げられていた。しかし、とあるプレイヤーが寝食を忘れてプレイに没頭した挙句入院したことをきっかけに、裏サーバーの存在が明らかとなり社会問題化。開発者は逮捕・投獄され、オンラインモードは完全に閉鎖。作中時点では、残虐描写が規制されたオフラインモードのみが遊べる状態となっている。

## 制作背景
不二涼介は本作（小説）を初めて読んだ時に、「なんと大きな作品だろうか」と驚いたという。不二は「原作ファンの思い描く『シャンフロ』をさらに越えられるよう、漫画だからこそ表現できる動きのあるシーンでは伸び伸びと描いている」と語っている。
原作（Web版）と漫画版の相違点について硬梨菜は、「基本的に不二先生からのネームを見た上でここは変えて欲しいとか色々こっちが監修するスタイル」、「硬梨菜はWeb版とコミカライズは別ユニバースくらい思ってるので普通にメインストリームから外れない範囲ならどれだけ蛇行運転しても別にええよ、くらいのスタンス」とコメントしている。

## 書誌情報
- 硬梨菜（原作） / 不二涼介（漫画） 『シャングリラ・フロンティア〜クソゲーハンター、神ゲーに挑まんとす〜』 講談社〈KCデラックス〉、既刊23巻（2025年8月12日現在）
  1. 2020年10月16日初版発行（同日発売[6][32]）、ISBN 978-4-06-521232-5
    - エキスパンションパス（特装版）同日発売[6][33]、ISBN 978-4-06-521529-6 - 書き下ろし小説などを収録した上製本付属[34]。

  2. 2020年12月17日初版発行（同日発売[35]）、ISBN 978-4-06-521801-3
    - エキスパンションパス（特装版）同日発売[36]、ISBN 978-4-06-521802-0

  3. 2021年3月17日初版発行（同日発売[37]）、ISBN 978-4-06-522220-1
    - エキスパンションパス（特装版）同日発売[38]、ISBN 978-4-06-522219-5

  4. 2021年6月17日初版発行（同日発売[39]）、ISBN 978-4-06-523584-3
    - エキスパンションパス（特装版）同日発売[40]、ISBN 978-4-06-523585-0

  5. 2021年8月17日初版発行（同日発売[41]）、ISBN 978-4-06-524483-8
    - エキスパンションパス（特装版）同日発売[42]、ISBN 978-4-06-524502-6

  6. 2021年11月17日初版発行（同日発売[43]）、ISBN 978-4-06-526001-2
    - エキスパンションパス（特装版）同日発売[44]、ISBN 978-4-06-526002-9

  7. 2022年1月17日初版発行（同日発売[45]）、ISBN 978-4-06-526603-8
    - エキスパンションパス（特装版）同日発売[46]、ISBN 978-4-06-526604-5

  8. 2022年4月15日初版発行（同日発売[47]）、ISBN 978-4-06-527528-3
    - エキスパンションパス（特装版）同日発売[48]、ISBN 978-4-06-527528-3

  9. 2022年7月15日初版発行（同日発売[49]）、ISBN 978-4-06-528432-2
    - エキスパンションパス（特装版）同日発売[50]、ISBN 978-4-06-528433-9

  10. 2022年9月15日初版発行（同日発売[51]）、ISBN 978-4-06-529136-8
    - エキスパンションパス（特装版）同日発売[52]、ISBN 978-4-06-529137-5

  11. 2022年12月15日初版発行（同日発売[53]）、ISBN 978-4-06-529989-0
    - エキスパンションパス（特装版）同日発売[54]、ISBN 978-4-06-529990-6

  12. 2023年3月16日初版発行（同日発売[55]）、ISBN 978-4-06-531037-3
    - エキスパンションパス（特装版）同日発売[56]、ISBN 978-4-06-531036-6

  13. 2023年5月17日初版発行（同日発売[57]）、ISBN 978-4-06-531586-6
    - エキスパンションパス（特装版）同日発売[58]、ISBN 978-4-06-531585-9

  14. 2023年7月14日初版発行（同日発売[59]）、ISBN 978-4-06-532219-2
    - エキスパンションパス（特装版）同日発売[60]、ISBN 978-4-06-532220-8

  15. 2023年10月17日初版発行（同日発売[61]）、ISBN 978-4-06-533152-1
    - エキスパンションパス（特装版）同日発売[62]、ISBN 978-4-06-533146-0

  16. 2023年12月15日初版発行（同日発売[63]）、ISBN 978-4-06-533887-2
    - エキスパンションパス（特装版）同日発売[64]、ISBN 978-4-06-533892-6

  17. 2024年4月17日初版発行（同日発売[65]）、ISBN 978-4-06-535179-6
    - エキスパンションパス（特装版）同日発売[66]、ISBN 978-4-06-533892-6

  18. 2024年7月17日初版発行（同日発売[67]）、ISBN 978-4-06-536037-8
    - エキスパンションパス（特装版）同日発売[68]、ISBN 978-4-06-536036-1

  19. 2024年9月17日初版発行（同日発売[69]）、ISBN 978-4-06-536776-6
    - エキスパンションパス（特装版）同日発売[70]、ISBN 978-4-06-536777-3

  20. 2024年11月15日初版発行（同日発売[71]）、ISBN 978-4-06-537743-7
    - エキスパンションパス（特装版）同日発売[72]、ISBN 978-4-06-537744-4

  21. 2025年2月17日初版発行（同日発売[73]）、ISBN 978-4-06-538421-3
    - エキスパンションパス（特装版）同日発売[74]、ISBN 978-4-06-538426-8

  22. 2025年4月16日発売[75]、ISBN 978-4-06-539092-4
    - エキスパンションパス（特装版）同日発売[76]、ISBN 978-4-06-539093-1

  23. 2025年8月12日発売[77]、ISBN 978-4-06-540009-8
    - エキスパンションパス（特装版）同日発売[78]、ISBN 978-4-06-540008-1

## テレビアニメ
コミカライズ版を原作としたテレビアニメ『シャングリラ・フロンティア』が、毎日放送・TBS系列『日5』枠ほかにて放送。2022年7月にテレビアニメ化が発表され、1st seasonは2023年10月1日から2024年3月31日まで、2nd seasonは2024年10月13日から2025年3月30日まで放送された。また、3rd seasonの制作が決定している。ナレーションはサイガ-0 / 斎賀玲役の和氣あず未。
同系列では、1st season第14話放送の翌週2024年1月14日に同枠にて『TVアニメ『シャングリラ・フロンティア』スペシャル特番〜最新話まで丸わかり！超速ダイジェスト〜』が放送された。第1話から第14話を振り返る内容となっており、サンラク（内田雄馬）、アーサー・ペンシルゴン（日笠陽子）、オイカッツォ（小市眞琴）ら3名がナレーションを務めた。また、マヂカルラブリーによる副音声放送も実施された。

### スタッフ
- 原作 - 硬梨菜[88]、不二涼介[88]
- 監督 - 窪岡俊之[88]
- 副監督 - 池下博紀[88]
- シリーズ構成・脚本 - 筆安一幸[88]
- キャラクターデザイン - 倉島亜由美[88]
- 総作画監督 - 倉島亜由美[88]、小島えり（第15話）
- モンスターデザイン - 長森佳容[88]、大河広行[88]、河野絵美[88]、有澤寛[88]
- プロップデザイン - 横山友紀[88]、河野絵美[88]、片貝文洋
- アクション・エフェクトディレクター - 酒井智史[88]
- メインアニメーター - 芳賀亮[88]、月田文律[88]、西野武志[88]、姚江浩 (1st season)[88]、新田駿也 (1st season)[88]
- 総動画監修 - 髙橋知也[88]
- 色彩設計 - 高木雅人[88]
- 美術設定 - 石川巳春、大原盛仁 (2nd season)
- 美術監督 - 中村朝咲[88]、野辺勇紀 (1st season)[88]
- 美術アドバイザー - 増山修[88]
- CGプロデューサー - 西田清志
- CGディレクター - 近藤輝貴、丹治まさみ (1st season)、木村博行 (2nd season)
- 撮影監督 - 山杢光[88]
- 2Dワークス - 田村あず紗[88]
- 3Dデザイン - Emotional Pictures[24]
- 編集 - 定松剛[88]
- 音響監督 - 藤田亜紀子[88]
- 音楽 - 高田龍一[88]、広川恵一[88]、高橋邦幸[88]
- 音楽制作 - ミリカ・ミュージック
- プロデューサー - 青井宏之、秋田規行、鄭アラ
- アニメーションプロデューサー - 山田良輔
- アニメーション制作 - C2C[88]
- 製作 - 「シャングリラ・フロンティア」製作委員会、MBS

### 主題歌
1st season
「BROKEN GAMES」
FZMZによる第1クールオープニングテーマ。作詞・作曲はMAQUMA、JACK、編曲はHONNWAKA88。
「エース」
CHiCOによる第1クールエンディングテーマ。作詞・作曲はDECO*27、編曲はtepe。
「Danger Danger」
FZMZ feat. icyによる第2クールオープニングテーマ。作詞・作曲はMAQUMA、JACK、icy。編曲はHONNWAKA88。
「ガジュマル 〜Heaven in the Rain〜」
ReoNaによる第2クールエンディングテーマ。作詞はReoNaとハヤシケイ、作曲は毛蟹、編曲はPan、宮野幸子。
「鉄打ち唄」
ヴァイスアッシュ（大塚明夫）による1st season第11話挿入歌。
2nd season
「QUEEN」
LiSAによる第1クールオープニングテーマ。作詞はMAQUMA、作曲はHONNWAKA88とLiSA、編曲はHONNWAKA88。
「闇夜のダンサー -Dancer in the Dark Night」
音羽-otoha-による第1クールエンディングテーマ。作詞・作曲は音羽-otoha-、編曲は川口圭太と音羽-otoha-。
「Frontiers」
Awichによる第2クールオープニングテーマ。作詞はAwich、作曲はChaki Zulu。
「realitYhurts.」
CVLTEによる第2クールエンディングテーマ。作詞・作曲・編曲はaviel kaei。

### 各話リスト
| 話数       | サブタイトル                                     | 絵コンテ                   | 演出              | 作画監督 | アクション 作画監督        | モンスター 作画監督 | プロップ 作画監督 | 初放送日       |            |            |            |            |            |            |            |            |            |            |            |            |            |            |            |            |
| 1st season | 1st season                                       | 1st season                 | 1st season        | 1st season | 1st season                 | 1st season          | 1st season        | 1st season     | 1st season | 1st season | 1st season | 1st season | 1st season | 1st season | 1st season | 1st season | 1st season | 1st season | 1st season | 1st season | 1st season | 1st season | 1st season | 1st season |
| ---------- | ------------------------------------------------ | -------------------------- | ----------------- | --- | -------------------------- | ------------------- | ----------------- | -------------- | ---------- | ---------- | ---------- | ---------- | ---------- | ---------- | ---------- | ---------- | ---------- | ---------- | ---------- | ---------- | ---------- | ---------- | ---------- | ---------- |
| 1          | 貴方はなんのためにゲームをしますか？             | 窪岡俊之                   | 大木比呂          | 松尾信之 | 酒井智史                   | 長森佳容            | 横山友紀          | 2023年 10月1日 |            |            |            |            |            |            |            |            |            |            |            |            |            |            |            |            |
| 2          | 特異なる者                                       | 池下博紀                   | 森田裕之          | 青木駿介 園田尚也 宇佐美翔平 | 酒井智史 日浦玲奈 星野玲香 | 長森佳容            | 横山友紀          | 10月8日        |            |            |            |            |            |            |            |            |            |            |            |            |            |            |            |            |
| 3          | 黒狼夜襲                                         | 福田道生                   | 大木比呂          | 園田尚也 宇佐美翔平 | 酒井智史                   | 園田尚也            | 横山友紀          | 10月15日       |            |            |            |            |            |            |            |            |            |            |            |            |            |            |            |            |
| 4          | 肥えた価値観をクソゲーで濯ぐ                     | 齋藤徳明 窪岡俊之 池下博紀 | 森田裕之          | 滝澤陸 | 酒井智史                   | 長森佳容            | 横山友紀          | 10月22日       |            |            |            |            |            |            |            |            |            |            |            |            |            |            |            |            |
| 5          | かくて汝、騒動の槍衾に囲まれん                   | 安齋剛文                   | 長岡義孝          | 周昊 中島大智 | 酒井智史 日浦玲奈 星野玲香 | 長森佳容            | 横山友紀          | 10月29日       |            |            |            |            |            |            |            |            |            |            |            |            |            |            |            |            |
| 6          | 筆記用具の騎士王                                 | 稲垣隆行                   | 永野孝明          | 小田武士 | 日浦玲奈 星野玲香          | -                   | 横山友紀          | 11月5日        |            |            |            |            |            |            |            |            |            |            |            |            |            |            |            |            |
| 7          | 神代の残滓、妄執の敗者                           | 平池芳正                   | 森田裕之          | 工藤糸織 周昊 | 酒井智史 松尾信之          | 長森佳容            | 横山友紀          | 11月12日       |            |            |            |            |            |            |            |            |            |            |            |            |            |            |            |            |
| 8          | 300リミット狂騒曲                                | 石平信司                   | 太田彬彦          | 吉田隆也 藤川良子 久保奈都美 周昊 青木真理子 TripleA | 酒井智史                   | 長森佳容            | 横山友紀          | 11月19日       |            |            |            |            |            |            |            |            |            |            |            |            |            |            |            |            |
| 9          | 華やかなる樹の海                                 | 稲垣隆行                   | サトウ光敏        | 細川修平 青木真理子 周昊 TripleA | 日浦玲奈 星野玲香          | 長森佳容            | 横山友紀          | 11月26日       |            |            |            |            |            |            |            |            |            |            |            |            |            |            |            |            |
| 10         | やろうぜ、墓荒らし!!                             | 齋藤徳明 窪岡俊之 池下博紀 | 長岡義孝          | 宇佐美翔平 佐田雄 小川莉奈 青木真理子 吉田巧介 空白 陳韋辛 TripleA | 日浦玲奈 星野玲香          | 長森佳容            | 横山友紀          | 12月3日        |            |            |            |            |            |            |            |            |            |            |            |            |            |            |            |            |
| 11         | まことのかがやき                                 | 安齋剛文                   | 竹谷徹平          | 北原安鶴紗 滝澤陸 | -                          | -                   | 横山友紀          | 12月10日       |            |            |            |            |            |            |            |            |            |            |            |            |            |            |            |            |
| 12         | 後悔はいつも過去にいる                           | 平池芳正                   | 櫛谷健太          | 竹中大貴 青木真理子 周昊 工藤糸織 吉田巧介 | 日浦玲奈 星野玲香          | 長森佳容            | 横山友紀          | 12月17日       |            |            |            |            |            |            |            |            |            |            |            |            |            |            |            |            |
| 13         | 未練だけがそこにいる                             | 安齋剛文                   | 大木比呂          | 藤川良子 久保奈都美 吉田巧介 宇佐美翔平 周昊 空白 青木真理子 工藤糸織 陳韋辛 小田武士                                                                                  | 日浦玲奈 星野玲香          | -                   | 横山友紀          | 12月24日       |            |            |            |            |            |            |            |            |            |            |            |            |            |            |            |            |
| 14         | ぷちっと                                         | 齋藤徳明                   | 居村雄馬          | スタジオAR ヨ・ジョンミン キム・ジョンリム ファン・ユソン NHU MAI GIA HUY THANH DIEN 周昊                                                                              | 日浦玲奈 星野玲香          | -                   | 横山友紀          | 2024年 1月7日  |            |            |            |            |            |            |            |            |            |            |            |            |            |            |            |            |
| 15         | 刹那に想いを込めて 其の一                        | 稲垣隆行                   | 吉本雅一          | 小島えり TripleA | 酒井智史                   | 大河広行            | 横山友紀          | 1月21日        |            |            |            |            |            |            |            |            |            |            |            |            |            |            |            |            |
| 16         | 刹那に想いを込めて 其の二                        | 福田道生                   | 池下博紀          | 河野絵美 小田武士 | 酒井智史                   | 大河広行            | 横山友紀          | 1月28日        |            |            |            |            |            |            |            |            |            |            |            |            |            |            |            |            |
| 17         | 刹那に想いを込めて 其の三                        | 稲垣隆行 大河広行          | 土門健一          | 青木駿介 園田尚也 空白 | 酒井智史 日浦玲奈 星野玲香 | 大河広行            | 横山友紀          | 2月4日         |            |            |            |            |            |            |            |            |            |            |            |            |            |            |            |            |
| 18         | 刹那に想いを込めて 其の四                        | 田中宏紀                   | 田中宏紀          | 松尾信之 | -                          | -                   | -                 | 2月11日        |            |            |            |            |            |            |            |            |            |            |            |            |            |            |            |            |
| 19         | 進む世界、明かされる英雄                         | 稲垣隆行                   | サトウ光敏        | 二宮奈那子 牙威格斗 | 酒井智史                   | 大河広行            | 横山友紀          | 2月18日        |            |            |            |            |            |            |            |            |            |            |            |            |            |            |            |            |
| 20         | それぞれの今と次                                 | 安齋剛文                   | 鈴木真彦          | 周昊 久保奈都美 小田武士 園田尚也 黄有璿 | -                          | 大河広行 園田尚也   | 横山友紀          | 2月25日        |            |            |            |            |            |            |            |            |            |            |            |            |            |            |            |            |
| 21         | お使いと育成と攻略と                             | 平池芳正                   | 萩原悠理          | 大暴龙 猪猪 | -                          | -                   | 横山友紀          | 3月3日         |            |            |            |            |            |            |            |            |            |            |            |            |            |            |            |            |
| 22         | ウォーキング・オブ・ザ・エアクリーナー           | 安齋剛文                   | 大木比呂          | 工藤糸織 周昊 藤川良子 宇佐美翔平 園田尚也 福田菜々子 牙威格斗 二宮奈那子 小田武士 河野絵美 黄有璿 朱至峰 杨国福 章璜 陈帆 杏 郭妮                                     | -                          | 長森佳容            | 横山友紀          | 3月10日        |            |            |            |            |            |            |            |            |            |            |            |            |            |            |            |            |
| 23         | 鳥 with 兎s vs 合唱髑髏                          | 稲垣隆行                   | 白石道太          | 吉田隆也 二宮奈那子 久保奈都美 小田武士 宇佐美翔平 藤川良子 周昊 森田裕之 牙威格斗 望月俊平 工藤糸織 山道到威 福田菜々子 河野絵美 朱至峰 杨国福 章璜 西皮 陈帆 杏 郭妮 | 酒井智史                   | 長森佳容            | 横山友紀          | 3月17日        |            |            |            |            |            |            |            |            |            |            |            |            |            |            |            |            |
| 24         | レアアイテムは命よりも重い                       | 安齋剛文                   | 千葉大輔          | 吉田隆也 二宮奈那子 小田武士 宇佐美翔平 周昊 牙威格斗 工藤糸織 青木駿介 河野絵美 空白 陳韋辛 TripleA 朱至峰 杨国福 章璜 Hwang You-Seon                                 | -                          | 長森佳容            | 横山友紀          | 3月24日        |            |            |            |            |            |            |            |            |            |            |            |            |            |            |            |            |
| 25         | 世界の暗闇を拓く者                               | 内田直人                   | 岩田義彦          | 青木真理子 望月俊平 山道到威 森田裕之 園田尚也 牙威格斗 小田武士 工藤糸織 空白 吉田隆也 Amphibi Facu Escobedo 朱至峰 杨国福 章璜 Hwang You-Seon                        | -                          | -                   | 横山友紀          | 3月31日        |            |            |            |            |            |            |            |            |            |            |            |            |            |            |            |            |
| 2nd season |                                                  |                            |                   | |                            |                     |                   |                |            |            |            |            |            |            |            |            |            |            |            |            |            |            |            |            |
| 26         | 半裸と愉快な仲間達inゴーレムパラダイス           | 平池芳正                   | 大木比呂          | 細川修平 宇佐美翔平 | 望月俊平                   | 長森佳容            | 横山友紀          | 10月13日       |            |            |            |            |            |            |            |            |            |            |            |            |            |            |            |            |
| 27         | 融通知らずの門番                                 | 安齋剛文                   | 鈴木真彦          | 藤川良子 牙威格斗 工藤糸織 朴商鎬 黄有璿 呂貞旻 | 酒井智史                   | 長森佳容            | 横山友紀          | 10月20日       |            |            |            |            |            |            |            |            |            |            |            |            |            |            |            |            |
| 28         | 加速する会議、迸る欲望、そしてそれぞれの糸口     | 稲垣隆行                   | 山本英            | 小田武士 周昊 森田裕之 山道到威 | -                          | -                   | 横山友紀          | 10月27日       |            |            |            |            |            |            |            |            |            |            |            |            |            |            |            |            |
| 29         | 人は不可能を夢に見る、いざ空を歩く時             | 安齋剛文                   | 岩田義彦          | 園田尚也 森出剛 無錫月霊動画 | -                          | 長森佳容            | 横山友紀          | 11月3日        |            |            |            |            |            |            |            |            |            |            |            |            |            |            |            |            |
| 30         | その衝動は、飢餓 その執念は、渇望                | 安齋剛文                   | 清水一伸          | 宇佐美翔平 空白 細川修平 青島マルスアニメーション 朴商鎬 | 酒井智史                   | -                   | 横山友紀          | 11月10日       |            |            |            |            |            |            |            |            |            |            |            |            |            |            |            |            |
| 31         | 激闘の果てに、絶望                               | 平池芳正 眞鍋岳史 千葉大輔 | 千葉大輔          | 藤川良子 牙威格斗 工藤糸織 曾穎芝 | 望月俊平                   | -                   | 横山友紀          | 11月17日       |            |            |            |            |            |            |            |            |            |            |            |            |            |            |            |            |
| 32         | 双翼相打つ                                       | 稲垣隆行                   | 大木比呂          | 滝澤陸 | 望月俊平 酒井智史          | -                   | -                 | 11月24日       |            |            |            |            |            |            |            |            |            |            |            |            |            |            |            |            |
| 33         | 獅子は兎に全力を、蟹は不死鳥にピザカッター       | 稲垣隆行                   | 白石道太          | 小田武士 周昊 山道到威 | 望月俊平                   | -                   | 横山友紀          | 12月1日        |            |            |            |            |            |            |            |            |            |            |            |            |            |            |            |            |
| 34         | 駆けろ、焦燥を燃料に                             | 安齋剛文                   | 岩田義彦          | 北島勇樹 二宮奈那子 林春花 山田芹香 朴商鎬 陳蘇伊 青岛马尔斯动漫设计有限公司                                                                                           | 酒井智史                   | -                   | 横山友紀          | 12月8日        |            |            |            |            |            |            |            |            |            |            |            |            |            |            |            |            |
| 35         | 猟犬の如く嗅ぎ付けて                             | 安齋剛文                   | 山本英            | 宇佐美翔平 細川修平 周昊 空白 朴商鎬 | 星野玲香                   | 長森佳容 園田尚也   | 横山友紀          | 12月15日       |            |            |            |            |            |            |            |            |            |            |            |            |            |            |            |            |
| 36         | 大志の灯火を抱いて 其の一                        | 福田道生                   | 鈴木真彦          | 森出剛 佐田雄 藤川良子 牙威格斗 青島マルスアニメーション TripleA | 星野玲香 酒井智史          | 長森佳容 園田尚也   | 横山友紀          | 12月22日       |            |            |            |            |            |            |            |            |            |            |            |            |            |            |            |            |
| 37         | 大志の灯火を抱いて 其の二                        | 池下博紀                   | 池下博紀          | 小田武士 山道到威 工藤糸織 滝澤陸 吉田隆也 姚江浩 周昊 TripleA | 望月俊平 姚江浩            | 園田尚也            | 横山友紀          | 12月29日       |            |            |            |            |            |            |            |            |            |            |            |            |            |            |            |            |
| 38         | 大志の灯火を抱いて 其の三                        | 稲垣隆行                   | 千葉大輔          | ムラオミノル 滝澤陸 宇佐美翔平 園田尚也 佐藤直人 空白 TripleA | 日浦玲奈 酒井智史          | -                   | 横山友紀          | 2025年 1月5日  |            |            |            |            |            |            |            |            |            |            |            |            |            |            |            |            |
| 39         | 大志の灯火を抱いて 其の四                        | 福田道生                   | 大木比呂          | 細川修平 森出剛 藤川良子 牙威格斗 周昊 河野絵美 TripleA 青島マルスアニメーション 無錫月霊動画                                                                          | 星野玲香 酒井智史          | 園田尚也 長森佳容   | 横山友紀          | 1月12日        |            |            |            |            |            |            |            |            |            |            |            |            |            |            |            |            |
| 40         | 大志の灯火を抱いて 其の五                        | 安齋剛文                   | 長岡義孝          | 佐野勝 外崎小鉄 中島達也 松本恵子 三谷暢之 山道到威 山本恭平 陽本百香                                                                                                  | -                          | 長森佳容            | 横山友紀          | 1月19日        |            |            |            |            |            |            |            |            |            |            |            |            |            |            |            |            |
| 41         | 貴方はなんのためにゲームをしますか？：彼らの回答 | 安齋剛文                   | 野坂岳弥          | 吉田隆也 森友繪 Bak Kkbattery 年糕湯 浅住 青島マルスアニメーション | -                          | -                   | 横山友紀          | 1月26日        |            |            |            |            |            |            |            |            |            |            |            |            |            |            |            |            |
| 42         | ジョーカー混じりのストレートフラッシュ           | サトウ光敏                 | サトウ光敏        | 佐田雄 小田武士 周昊 空白 山田芹香 林春花 TripleA | -                          | -                   | 横山友紀          | 2月2日         |            |            |            |            |            |            |            |            |            |            |            |            |            |            |            |            |
| 43         | 赤鯨、魚怪と相対す                               | 安齋剛文                   | 清水一伸          | 宇佐美翔平 園田尚也 周昊 無錫月霊動画 TripleA | 園田尚也                   | 長森佳容            | 横山友紀          | 2月9日         |            |            |            |            |            |            |            |            |            |            |            |            |            |            |            |            |
| 44         | 静謐が終わる、廃都よ賑やかなれ                   | 田中貴大                   | 岩田義彦          | 細川修平 森出剛 藤川良子 二宮奈那子 工藤糸織 宇佐美翔平 牙威格斗 獅子山竜 周昊 杨沛源 狼嚎 青島マルスアニメーション 無錫月霊動画 TripleA                               | 日浦玲奈 酒井智史          | 長森佳容            | 横山友紀          | 2月16日        |            |            |            |            |            |            |            |            |            |            |            |            |            |            |            |            |
| 45         | いざ龍魚三枚おろし                               | 稲垣隆行                   | 山本英            | 滝澤陸 ムラオミノル 佐藤直人 空白 陳韋辛 周昊 森友繪 Bak Kkbattery 年糕湯 淺住                                                                                         | 星野玲香                   | 長森佳容            | 横山友紀          | 2月23日        |            |            |            |            |            |            |            |            |            |            |            |            |            |            |            |            |
| 46         | そして旅狼は海から摩天楼へ                       | 安齋剛文                   | 居村雄馬 吉村朝陽 | MURURIN Facu Escobedo 曾山 陈家兴 李绍川 劉文慧 渠逸辰 studio PAPER CRANES Serif Cosmos Films Inc. 育松アニメーション                                                  | -                          | -                   | 横山友紀          | 3月2日         |            |            |            |            |            |            |            |            |            |            |            |            |            |            |            |            |
| 47         | ただ一瞬にて気取るは灼光の限界                   | 大木比呂                   | 大木比呂          | 宇佐美翔平 佐田雄 周昊 二宮奈那子 藤川良子 森出剛 山田芹香 林春花 無錫月霊動画 TripleA                                                                                 | 日浦玲奈                   | -                   | 横山友紀          | 3月9日         |            |            |            |            |            |            |            |            |            |            |            |            |            |            |            |            |
| 48         | 秒速百メートルの殺意                             | 長田伸二                   | 山本英 ツァン穎芝 | 工藤糸織 吉田隆也 空白 佐野勝 外崎小鉄 二宮奈那子 陽本百香 山本恭平 中台昴文 三谷暢之 七霊石 LOstudio                                                                  | 酒井智史 星野玲香          | -                   | 横山友紀          | 3月16日        |            |            |            |            |            |            |            |            |            |            |            |            |            |            |            |            |
| 49         | 深き海の王よ、ぶちのめし奉る                     | 平池芳正                   | 白石道太          | 細川修平 ムラオミノル 佐藤直人 牙威格斗 山道到威 望月俊平 周昊 王梦灵 種子嵐 蒙润天 魚人                                                                               | 望月俊平 酒井智史          | -                   | 横山友紀          | 3月23日        |            |            |            |            |            |            |            |            |            |            |            |            |            |            |            |            |
| 50         | 匿名(馬鹿)野郎Aチーム、そして風雲急              | 安齋剛文                   | 千葉大輔 野坂岳弥 | 滝澤陸 宇佐美翔平 佐田雄 周昊 二宮奈那子 藤川良子 森出剛 空白 工藤糸織 吉田隆也 河野絵美 林春花 山田芹香 無錫七彩動画 TripleA                                          | -                          | -                   | 横山友紀          | 3月30日        |            |            |            |            |            |            |            |            |            |            |            |            |            |            |            |            |

### 放送局
| 放送期間                      | 放送時間                     | 放送局                                         | 対象地域 | 備考                                  |
| ----------------------------- | ---------------------------- | ---------------------------------------------- | -------- | ------------------------------------- |
| 2023年10月1日 - 2024年3月31日 | 日曜 17:00 - 17:30           | 毎日放送（製作局）をはじめとする TBS系列全28局 | 日本国内 | 字幕放送 / 連動データ放送 / 『日5』枠 |
| 2024年1月10日 - 6月26日       | 水曜 0:00 - 0:30（火曜深夜） | BS日テレ                                       | 日本全域 | BS放送 / 『アニメにむちゅ〜』枠       |

| 配信開始日    | 配信時間                | 配信サイト |
| ------------- | ----------------------- | --- |
| 2023年10月1日 | 日曜 18:00 以降順次更新 | ABEMA ABEMAプレミアム Amazon Prime Video auスマートパスプレミアム Disney+ DMM TV dアニメストア FOD Hulu J:COMオンデマンドメガパック Lemino MBS動画イズム milplus Netflix TELASA TVer U-NEXT YouTube （フル☆アニメTV） アニメタイムズ アニメ放題 ニコニコ生放送 ニコニコチャンネル バンダイチャンネル ふらっと動画 |

| 放送期間                       | 放送時間           | 放送局                                         | 対象地域 | 備考                                  |
| ------------------------------ | ------------------ | ---------------------------------------------- | -------- | ------------------------------------- |
| 2024年10月13日 - 2025年3月30日 | 日曜 17:00 - 17:30 | 毎日放送（製作局）をはじめとする TBS系列全28局 | 日本国内 | 字幕放送 / 連動データ放送 / 『日5』枠 |
| 2024年10月19日 - 2025年4月5日  | 土曜 23:00 - 23:30 | BS日テレ                                       | 日本全域 | BS放送 / 『アニメにむちゅ〜』枠       |

| 配信開始日     | 配信時間                | 配信サイト |
| -------------- | ----------------------- | --- |
| 2024年10月13日 | 日曜 17:30 以降順次更新 | ABEMA ABEMAプレミアム Amazon Prime Video Pontaパス Disney+ DMM TV dアニメストア FOD Hulu J:COM STREAM Lemino MBS動画イズム milplus music.jp Netflix TELASA TVer U-NEXT YouTube（フル☆アニメTV） アニメタイムズ アニメ放題 カンテレドーガ ニコニコ生放送 ニコニコチャンネル バンダイチャンネル ビデオマーケット ふらっと動画 |

### BD / DVD
| 巻 | 発売日        | 収録話          | 規格品番     | 規格品番     |
| 巻 | 発売日        | 収録話          | BD           | DVD          |
| -- | ------------- | --------------- | ------------ | ------------ |
| 1  | 2024年3月27日 | 第1話 - 第13話  | ANZX-17121/3 | ANZB-17121/3 |
| 2  | 2024年6月26日 | 第14話 - 第25話 | ANZX-17124/6 | ANZB-17124/6 |

| 巻 | 発売日        | 収録話          | 規格品番     | 規格品番     |
| 巻 | 発売日        | 収録話          | BD           | DVD          |
| -- | ------------- | --------------- | ------------ | ------------ |
| 3  | 2025年3月26日 | 第26話 - 第37話 | ANZX-17127/9 | ANZB-17127/9 |
| 4  | 2025年6月25日 | 第38話 - 第50話 | ANZX-17130/2 | ANZB-17130/2 |

### 短編アニメ
『ミニ シャングリラ・フロンティア』と『シャンフロ劇場』はYouTube「TVアニメ「シャングリラ・フロンティア」公式」および、X（旧Twitter）にて配信。テレビアニメ本編を補足する内容となる。『シャンフロ劇場』は本編終了後にも配信される。
| 話数   | サブタイトル                                                                | 配信日         |
| ------ | --------------------------------------------------------------------------- | -------------- |
| 第一話 | シャンフロってなんですか？                                                  | 2023年 9月28日 |
| 第二話 | シャンフロってどんなゲーム？                                                | 9月29日        |
| 第三話 | 主なキャラクター紹介ですわ                                                  | 9月30日        |
| 第四話 | アニメ シャングリラ・フロンティア、放送迫る！                               | 10月1日        |
| 第五話 | VRヘッドギアのひみつ                                                        | 10月11日       |
| 第六話 | クイズ、サンラクさんひとりに聞きました。 これは何というゲーム用語でしょう？ | 10月18日       |
| 第七話 | 『シャンフロ』の主人公                                                      | 10月25日       |
| 第八話 | 『シャンフロ』の主人公 パート2                                              | 11月1日        |
| 第九話 | クソゲーこそ我が命                                                          | 11月8日        |

| 話数       | 話数 | サブタイトル                                                         | 脚本     | 絵コンテ | 演出     | 作画             | 配信日         |
| ---------- | ---- | -------------------------------------------------------------------- | -------- | -------- | -------- | ---------------- | -------------- |
| 第一話     | #1   |                                                                      | 筆安一幸 | 安斎剛文 | 飛田裕基 | TripleA          | 2023年 10月1日 |
| 第一話     | #2   | -                                                                    | 筆安一幸 | 安斎剛文 | 飛田裕基 |                  | 2023年 10月1日 |
| 第二話     | #3   | 鳥蛙アンサンブル                                                     | 筆安一幸 | 安斎剛文 | 飛田裕基 | TripleA          | 10月8日        |
| 第二話     | #4   | なんかごつくて目立つ白いデカいやつ                                   | 筆安一幸 | 安斎剛文 | 飛田裕基 | TripleA          | 10月8日        |
| 第三話     | #5   | サイガ:Episode-0                                                     | 筆安一幸 | 安斎剛文 | 飛田裕基 | TripleA          | 10月15日       |
| 第四話     | #6   |                                                                      | 筆安一幸 | 安斎剛文 | 飛田裕基 | TripleA          | 10月22日       |
| 第五話     | #7   | シャンフロの十五夜                                                   | 筆安一幸 | 安斎剛文 | 山本英   | TripleA          | 10月29日       |
| 第五話     | #8   | エムルの蛙生相談室                                                   | 筆安一幸 | 安斎剛文 | 山本英   | TripleA          | 10月29日       |
| 第六話     | #9   | シャンフロの飯はまずい？                                             | 筆安一幸 | 安斎剛文 | 飛田裕基 | TripleA          | 11月5日        |
| 第七話     | #10  | おまえ ほんと まじ ゆるさん……                                        | 筆安一幸 | 安斎剛文 | 山本英   | TripleA          | 11月12日       |
| 第七話     | #11  | 陽務楽郎ってどんな人                                                 | 筆安一幸 | 安斎剛文 | 山本英   | TripleA          | 11月12日       |
| 第八話     | #12  | サンラクは見た！                                                     | 筆安一幸 | 安斎剛文 | 山本英   | TripleA          | 11月19日       |
| 第八話     | #13  | 記録：○○秒                                                           | 硬梨菜   | 安斎剛文 | 山本英   | TripleA 吉田巧介 | 11月19日       |
| 第九話     | #14  | 天音永遠ってどんな人                                                 | 筆安一幸 | 安斎剛文 | 山本英   | TripleA          | 11月26日       |
| 第十話     | #15  | 5秒で答えてペンシルゴン                                              | 筆安一幸 | 安斎剛文 | 山本英   | 阿菁             | 12月3日        |
| 第十一話   | #16  | サンラクのテーマソング                                               | 筆安一幸 | 安斎剛文 | 山本英   | 拾月動画         | 12月10日       |
| 第十二話   | #17  | Animalia探検隊〜樹海窟の怪鳥 「ウサミミハシビロコウ」 は実在した！〜 | 硬梨菜   | 安斎剛文 | 山本英   | 阿菁             | 12月17日       |
| 第十三話   | #18  | それぞれのクリスマス                                                 | 筆安一幸 | 安斎剛文 | 山本英   | 阿菁             | 12月24日       |
| 第十四話   | #19  | それぞれの正月                                                       | 筆安一幸 | 安斎剛文 | 山本英   | 阿菁             | 2024年 1月7日  |
| 第十五話   | #20  | 芸能人・天音永遠はゲーマー？                                         | 筆安一幸 | 安斎剛文 | 山本英   | 阿菁             | 1月21日        |
| 第十六話   | #21  | クソゲーハンターの朝は早い                                           | 硬梨菜   | 安斎剛文 | 山本英   | 胡宗迪 TripleA   | 1月28日        |
| 第十七話   | #22  | 恋する乙女の朝は早い                                                 | 硬梨菜   | 安斎剛文 | 山本英   | TripleA          | 2月4日         |
| 第十八話   | #23  | 斎賀さん家のバレンタイン                                             | 筆安一幸 | 安斎剛文 | 山本英   | 阿菁             | 2月11日        |
| 第十九話   | #24  | ニュース：モーニングですわっ！                                       | 硬梨菜   | 安斎剛文 | 山本英   | 猪猪             | 2月18日        |
| 第二十話   | #25  | 秘匿の花園墓参りRTA                                                  | 筆安一幸 | 安斎剛文 | 山本英   | 阿菁 過燦        | 2月25日        |
| 第二十一話 | #26  | メイキング・オイカッツオ                                             | 筆安一幸 | 安斎剛文 | 山本英   | 阿菁             | 3月3日         |
| 第二十二話 | #27  | 転生したらクソゲーだった!?                                           | 硬梨菜   | 安斎剛文 | 山本英   | TripleA          | 3月10日        |
| 第二十三話 | #28  | エムルのねごと                                                       | 筆安一幸 | 安斎剛文 | 山本英   | 阿菁             | 3月17日        |
| 第二十四話 | #29  | リュカオーン攻略、その激闘の記録……                                   | 硬梨菜   | 安斎剛文 | 山本英   | 阿菁             | 3月24日        |
| 第二十五話 | #30  | 宝石、鉱石、石頭                                                     | 硬梨菜   | 安斎剛文 | 山本英   | 阿菁 猪猪        | 3月31日        |
| 第二十六話 | #31  | 占いの館Rock Roll                                                    | 硬梨菜   | 安斎剛文 | 山本英   | 阿菁             | 10月13日       |
| 第二十七話 | #32  | 5秒で答えて オイカッツォ                                             | 筆安一幸 | 安斎剛文 | 山本英   | 阿菁             | 10月20日       |
| 第二十八話 | #33  | エムルの1日                                                          | 筆安一幸 | 安斎剛文 | 飛田裕基 | TripleA          | 11月10日       |
| 第二十九話 | #34  | ウィンドウショッピング                                               | 筆安一幸 | 安斎剛文 | 飛田裕基 | TripleA          | 11月17日       |
| 第三十話   | #35  | スーパーモデル天音永遠                                               | 筆安一幸 | 安斎剛文 | 山本英   | 猪猪             | 11月17日       |
| 第三十一話 | #36  | 聖女ちゃんの聖水                                                     | 筆安一幸 | 安斎剛文 | 山本英   | 阿菁             | 12月15日       |

| 毎日放送・TBS系列 日5                                          | 毎日放送・TBS系列 日5                   | 毎日放送・TBS系列 日5        |
| 前番組                                                         | 番組名                                  | 次番組                       |
| -------------------------------------------------------------- | --------------------------------------- | ---------------------------- |
| ゾン100 〜ゾンビになるまでにしたい100のこと〜 - ※第1話 - 第9話 | シャングリラ・フロンティア (1st season) | 夜桜さんちの大作戦 （第1期） |
| 夜桜さんちの大作戦 （第1期）                                   | シャングリラ・フロンティア (2nd season) | ウィッチウォッチ             |

## ゲーム
開発はネットマーブルネクサス、配信はネットマーブルが担当するゲーム版が予定されている。

## コラボレーション・タイアップ
陰の実力者になりたくて!
『陰の実力者になりたくて！マスターオブガーデン』にて2024年3月21日よりコラボイベントが開催。「サンラク」「アーサー・ペンシルゴン」「オイカッツォ」がコラボガチャに登場。